# Никельс, Грег
Грегори Джей «Грег» Никельс (англ. Gregory J. "Greg" Nickels; род. 1955) — 51-й мэр Сиэтла (штат Вашингтон). Он был избран на эту должность 1 января 2002 года и переизбран на второй срок в 2005 году. В августе 2009 году Никельс стал третьим на предварительных выборах на пост мэра Сиэтла, таким образом не пройдя квалификацию на ноябрьские выборы. 1 января 2010 года он сложил с себя полномочия на посту мэра.

## Биография
Никельс — старший из шести детей, родился в Чикаго, Иллинойс в семье Боба и Кэти Никельс. В 1961 году он переехал в Сиэтл, где окончил Seattle Preparatory School и поступил в Вашингтонский университет, однако так и не доучился, покинув учёбу ради политики.
C 1979 по 1987 год был помощником депутата Сиэтлского городского совета и будущего мэра Сиэтла Нормана Райса. В 1987 году Никельс был избран «Совет округа Кинг», победив опытного депутата совета прошлых созывов Роберта Грайва. Был переизбран в совет в 1991, 1995 и 1999 годах. 
В 2001 году победил в выборах мэра Сиэтла, выиграл выборы мэра и в 2005 году. К 2009 году рейтинг Никельса снизился и он не смог выиграть выборы мэра 2009 года.
В настоящее время проживает в Западном Сиэтле со своей женой Шэрон. У них родилось двое детей — Джейкоб и Кэри.